# Semidalis maculipennis
Semidalis maculipennis är en insektsart som beskrevs av Meinander 1975. Semidalis maculipennis ingår i släktet Semidalis och familjen vaxsländor. Inga underarter finns listade i Catalogue of Life.